# 短萼云雾杜鹃
短萼云雾杜鹃（学名：Rhododendron chamaethomsonii var. chamaethauma）为杜鹃花科杜鹃花属下的一个变种。

## 扩展阅读
- 維基物種上的相關：短萼云雾杜鹃